# Zone de protection paysagère de la campagne de Borsod
La Zone de protection paysagère de la campagne de Borsod (hongrois : Borsod Mezőségi Tájvédelmi Körzet, prononcé [ˈboɾʃodˌmɛzøːʃeːgi ˈtaːjveːdɛlmi ˈkøɾzɛt]) est une aire protégée située dans le comitat de Borsod-Abaúj-Zemplén, entre Mezőkövesd et le lac Tisza, et dont le périmètre est géré par le parc national Hortobágy. 
La zone est déclarée site Ramsar le 20 février 2008.